# Roelof Kuipers
Roelof Kuipers (Gorredijk, 28 augustus 1855 – Den Haag, 28 december 1922) was een Nederlands architect. Hij stond bekend om zijn waterleidingspecialiteit. Daarnaast was hij enkele jaren (tot 1902) gemeenteraadslid van Amsterdam.

## Biografie
Kuipers kreeg de eerste bouwkundige beginselen van huis uit mee. Zijn vader was timmerman-aannemer en in die functie betrokken bij de bouw van kerken, openbare gebouwen, restauraties en waterstaatswerken in Friesland. Omstreeks 1880 werkte zijn vader in de omgeving van Amsterdam, de stad waar hij later in de gemeenteraad zou komen. 
Roelof Kuipers ontwierp onder meer zeven watertorens. 
Twee jongere broers van Kuipers, Tjeerd Kuipers en Foeke Kuipers, waren eveneens architect. Roelof Kuipers ligt begraven op Oud Eik en Duinen.

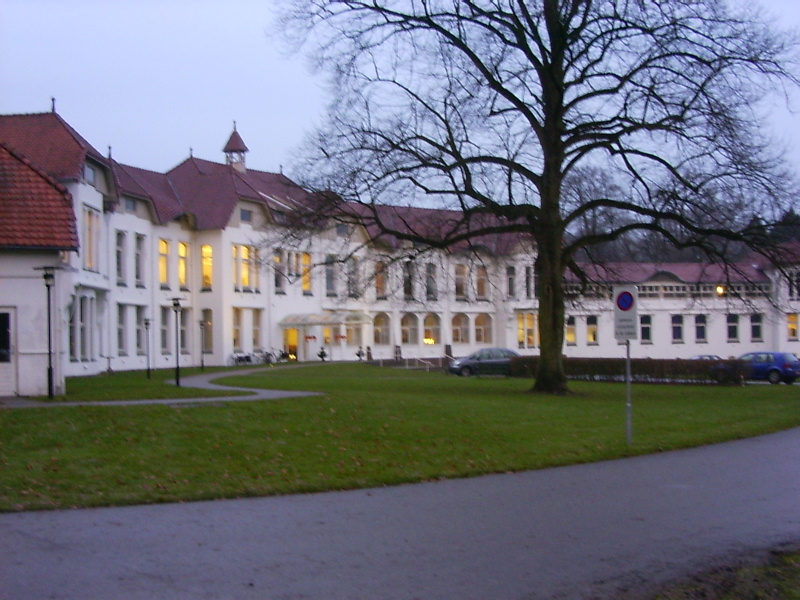
Oranje Nassau's Oord

## Enkele werken
- 1892 Scheveningen: Pniëlkerk (tegenwoordig Gereformeerde Gemeente Scheveningen), Nieuwe Laantjes 120
- 1892 Amsterdam: Raadhuis Nieuwer-Amstel, Amsteldijk
- 1893 Scheveningen: Nieuwe Kerk, Duinstraat 4
- 1900 Amsterdam: Honthorststraat 2-14, Jan Luijkenstraat 11, Paulus Potterstraat 10
- 1901-1902 Wageningen: voormalig sanatorium Oranje Nassau’s Oord, nu verpleeghuis
- 1908 Oosterbeek: watertoren (verdwenen)
- 1909 Vianen: watertoren (oudste Nederlandse watertoren met een open draagconstructie vervaardigd uit gewapend beton)
- 1910 Den Haag: Van Lennepweg 46-48
- 1911 Oudewater: watertoren (verdwenen)
- 1911 IJsselstein: watertoren
- 1912 Barendrecht: watertoren
- 1915 Heerenveen: watertoren (verdwenen)

## Wetenswaardigheden
- Kuipers was Ridder in de Orde van Oranje-Nassau.